# Szepessy Sándor
Szepessy Sándor (Seidl A. Sándor; 1884 – 1938 után) tanár, újságíró, lapszerkesztő, író.

## Élete
Tanári végzettsége volt, a pozsonyi magyar gimnáziumban, majd a leánypolgáriban tanított. Az 1920-as évek elején az első Magyar Ujságban dolgozott, s több cikkben szorgalmazta a szlovákiai magyar írók egyesületének Magyar Helikon néven való megalakítását.
Írt a Pressburger Zeitungba és a Magyar Tanítóba is. Szepessy Sándor néven főszerkesztője volt a Pozsonyban 1936-1938 között megjelent Szülőföldünk című honismereti lapnak.
Tagja volt a Magyar Újságírók Szövetségének és A Pozsonyi Orvos-Természettudományi Egyesületnek.

## Művei
- 1909 Állattan a tovább szolgáló katonai altisztek előkészítő polg. isk. tanfolyama számára és magántanulók használatára. Budapest.
- 1909 Növénytan a tovább szolgáló katonai altisztek előkészítő polg. isk. tanfolyama számára és magántanulók használatára. Budapest.
- 1909 A brassói Fortyogó protozoái. A Pozsonyi Orvos-Természettudományi Egylet közleményei 20, 42-47.
- 1911 Biológiai problémák. A Pozsonyi Orvos-Természettudományi Egylet közleményei 21, 41-60.
- 1918 Neveljünk bátorságra! Pedagógiai tanulmány művelt szülők számára. Pozsony.
- 1919 Eszterág – Egy gólya története. Pozsony. (mese)
- 1925 Okviszony és célszerűség. Magyar paedagogia 34, 21-28.
- 1926 A bratislavai expoziturától. Magyar Tanító.
- 1936 Jobb ma egy veréb, mint holnap egy túzok. Szülőföldünk I/4, 59-60.
- Idegen szavak zsebszótára (é. n.)
- 1940 A magyar helyesírás zsebszótára.